# Husky siberiano
El husky siberiano es una raza de perro de trabajo originaria del norte de Siberia en Rusia. Este perro fue creado por la tribu Chukchi como perro de trabajo para tirar de los trineos a través de largas distancias durante sus partidas de caza, sirviendo así como vehículo de transporte rápido para las presas en la vuelta al poblado.
Al contrario de lo que narra la creencia popular, esta raza jamás tuvo una función de perro pastor, ya que el pueblo Chukchi, originalmente, no mantenía ganado propio.
Debido a las condiciones climáticas de sus tierras natales, su pelaje no solo les servía como protección propia ante tan bajas temperaturas, sino que también les brindó un lugar dentro de las tiendas de la tribu, ayudando a mantener calientes a los niños durante la noche. Por ello, el perro Chukchi (como era conocido originalmente), era muy apreciado también (e incluso gratamente reconocido por otras tribus), por su aportación al núcleo familiar, a pesar de ser realmente un perro de trabajo activo.
Desde su importación a tierras estadounidenses a principios del siglo XX, podemos encontrar esta raza en cualquier parte del mundo.

## Historia

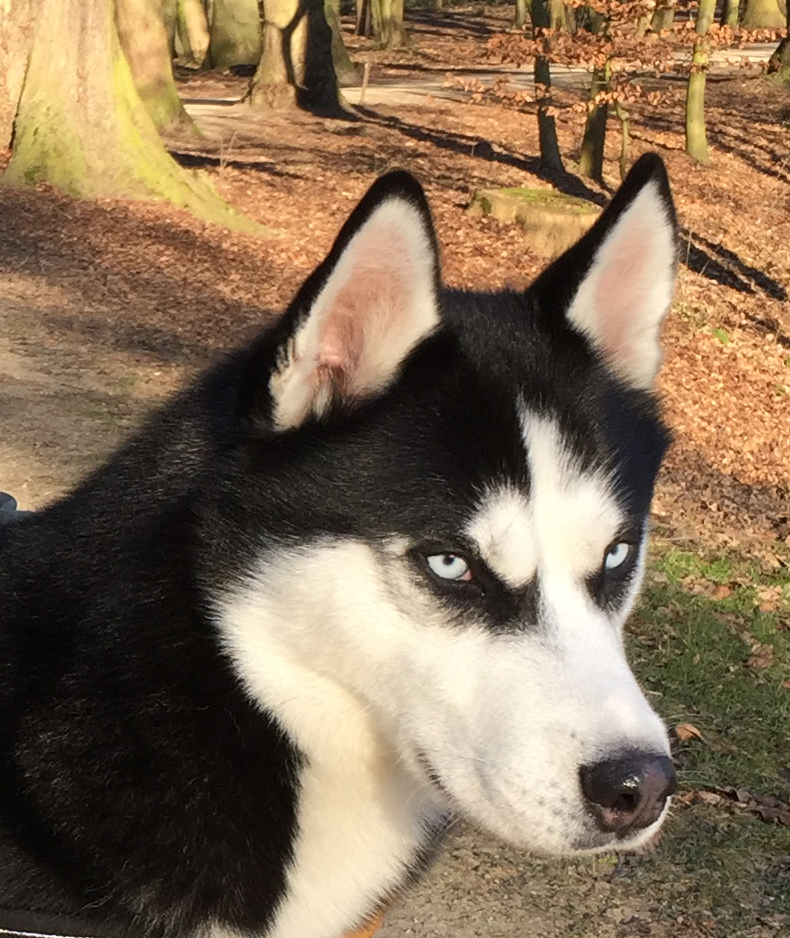
Husky siberiano de veinticuatro meses de edad.

El pueblo Chukchi se distingue en dos tipos, los nómadas y los sedentarios. El Husky Siberiano vio la luz entre estos últimos, generalmente asentados en las costas del mar de Bering, en el Ártico. Por ello, debido a su condición sedentaria, los Chukchi se vieron obligados a criar perros que no solo pudieran recorrer largas distancias para acompañar a los hombres en sus partidas de caza y abastecimiento de alimentos, sino que también lo hicieran de la manera más energéticamente sostenible posible para no terminar agotados, pues el objetivo final era hacer de vehículo de transporte para llevar la carga de los alimentos de vuelta a sus asentamientos.
El origen genético de esta raza es aún incierto; sin embargo, las evidencias apuntan a la posibilidad de un cruce entre perros de tipo chacal y perros de tiro importados de tribus cercanas como los koryak y kamchadal, que en algún momento pudieron ser cruzados con lobos árticos locales, en un intento de añadir ciertos rasgos estructurales y adaptativos al entorno, útiles para el perro de trabajo que tenían en mente. Estudios arqueológicos recientes parecen apoyar esta teoría en parte.
Análisis de ADN de restos hallados en Siberia revelan que estamos ante una de las razas más antiguas de perros en el mundo, llegando incluso a dataciones que nos revelan alrededor de 15.000 años de antigüedad.
Debido a esto, la pureza del Husky Siberiano ha tenido que ser recuperada genéticamente hasta en dos ocasiones y es imposible saber cómo eran exactamente en sus orígenes. Sin embargo, podemos comprobar que al menos, el perro criado en la actualidad es el más similar a las primeras importaciones que se realizaron desde Siberia a Estados Unidos, gracias a la ya existente fotografía en aquel entonces.
De menor tamaño, más rápidos y de mayor resistencia que los perros comunes (entre 45 y 54 kg) usados en general, los siberianos inmediatamente dominaron la carrera.
En aquella época las hembras que nacían eran sacrificadas al nacer, y únicamente conseguían sobrevivir aquellas que presentaban una gran vitalidad, ya que eran utilizadas para la reproducción. Los machos que nacían también tenían que pasar una prueba de aptitud, corriendo la misma suerte que las hembras, ya que los Chukchi eran muy estrictos. Los elegidos, en cambio, eran tratados de forma excepcional, con los mejores cuidados y la mejor alimentación.
En enero de 1925, a –30 °C, en Estados Unidos, una epidemia de difteria asestó un duro golpe a la ciudad de Nome, en Alaska. Allí el suero era insuficiente para atender a todos los afectados, y una gran tormenta impedía el despegue del avión que contenía la medicina. Un husky llamado Togo y todos sus compañeros, incluyendo a Balto, atravesaron el estrecho de Bering y llevaron el suero necesario. La hazaña duró 127 horas, más de cinco días.
En la actualidad, muchos de los huskies registrados en América del Norte son descendientes de los primeros perros importados desde Siberia en 1930, habiendo sido entrenados por Leonhard Seppala. El origen de domesticación es desconocido.

### Características
Es un perro de tamaño mediano y peso ligero, a pesar de lo que su apariencia pueda suscitar, casi toda la envergadura de un Husky Siberiano es, de hecho, puramente pelaje.Por debajo del punto de congelación, el Husky Siberiano posee un pelaje denso y grueso bien pegado al cuerpo, nunca largo (esta característica conocida como Wooly Husky es una mutación genética negativa).
Como muchas otras razas con mantos de doble capa, y debido a que incluso en Siberia también existen temperaturas estivales que superan los 24Cº, es capaz de modificar drásticamente su pelaje según la época del año o la temperatura general del lugar en el que viva, realizando dos grandes mudas de la lana que cubre toda su piel bajo el pelo primario, hasta dos veces al año. Generalmente en primavera para encarar el verano, y de nuevo en otoño para prepararse para el invierno.  

### Colores
Más allá del gran conocido manto blanco y negro, la realidad es que estamos ante una de las razas con mayor diversidad en lo que a coloración del manto se refiere, pudiendo ir desde el blanco puro, hasta el negro sólido (aunque es cierto, que casi siempre suele haber alguna pequeña marca blanca en algún punto del manto). Pasando por colores como el gris, el plata, el rojo, el arena, el pinto, el sable y el agoutí o chinchilla.

### Ojos
Pueden tener los ojos de color marrón, ámbar rojo, o azul. Es posible encontrar ejemplares en los cuales los ojos sean de diferente color, fenómeno conocido como heterocromía, pudiendo implicar esto un ojo de cada color o incluso un mismo ojo con dos colores diferentes (marble eye).
| Sexo    | Altura   | Peso     | Tiempo de vida |
| ------- | -------- | -------- | -------------- |
| Machos  | 53-56 cm | 22-28 kg | 11 a 15 años   |
| Hembras | 51-54 cm | 21-23 kg | 12 a 16 años   |

### Temperamento

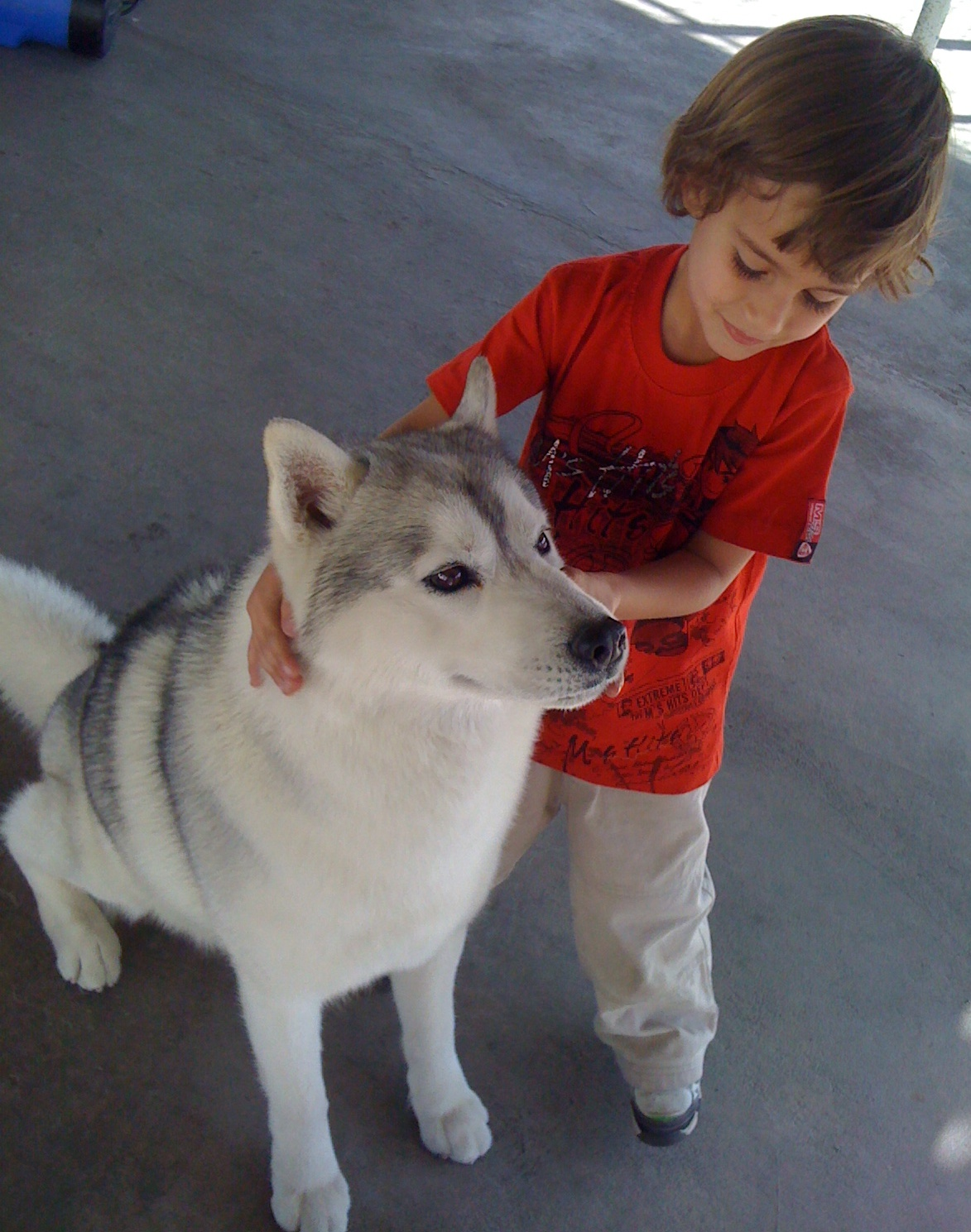
El husky siberiano puede establecer una relación estrecha con los niños

El Husky ha sido descrito como un representante del comportamiento del ancestro del perro: el lobo, ya que muestra una comunicación muy primitiva. Si el perro se educa y socializa adecuadamente desde que es joven —preferentemente cachorro—, será un maravilloso perro familiar, ya que son muy cariñosos con las personas y sienten especial devoción por los más pequeños de la casa y son muy especiales.
Una clase de entrenamiento de obediencia diaria de quince minutos será muy útil, Necesitan capacitación constante y les va bien con el adiestramiento canino de refuerzo positivo. 
Es conocido por aullar o emitir una especie de gruñido y vocalizaciones en lugar de ladrar. Lo cual no significa que no sean capaces de ello, y de hecho muchos utilizarán el ladrido como reclamo de atención, en estados de excitación.
El Husky Siberiano es un perro con un marcado instinto de manada, por lo que no será un perro recomendable si va a pasar largos periodos solo mientras trabajamos, ya que acusan gravemente la soledad y pueden desarrollar ansiedad por separación fácilmente.   
Se trata de un perro activo, por lo que es primordial llevar un estilo de vida activo que pueda cubrir sus necesidades más básicas. Esto no implica necesariamente un estilo de vida deportivo, pero si alguien dispuesto a dar grandes caminatas por la naturaleza.  
Se trata de un perro que precisa de una gran estimulación mental. Por lo que será conveniente realizar ejercicios y juegos de olfato o resolución de problemas con él de manera diaria si queremos mantenerlo feliz. En especial si no queremos toparnos con un perro destructor por aburrimiento y falta de estímulos.

### Mitos
Existen creencias erróneas sobre su comportamiento y educación, como por ejemplo que se trata de un perro "dominante" o testarudo.
El Husky Siberiano fue criado para tener capacidad de tomar decisiones ante posibles peligros bajo la nieve o el hielo, por lo cual tienen capacidad de decisión propia muy elevada, al contrario que otras razas mucho más serviciales. Por lo que no es una cuestión de testarudez, sino más bien de que el perro no hará nada si no obtiene algo que verdaderamente le interese y le motive a cambio.
El Husky Siberiano, si ha sido correctamente criado por manos profesionales, es decir, teniendo en cuenta también el carácter de sus progenitores, se trata de una de las razas más sociables que existen, llegando en muchos casos a ser incluso hiper-sociables; a pesar de esa buena característica en su carácter, ellos no pierden otra igual de buena, son perros muy protectores.

## Alimentación
El husky come de todo: carnes y huesos carnosos de cualquier tipo, pescados, frutas y verduras. Las necesidades alimenticias varían según el tamaño y el sexo. En los machos, en ración de mantenimiento van desde 1250 hasta 1500 Kcal diarias y en las hembras desde 1050 hasta 1350 Kcal (en general entre un 2 y un 3% de su peso ideal). Siempre dependerá del nivel de actividad diaria al que esté sometido el perro. 
El suministro de complejos minerales y vitamínicos en determinados estados fisiológicos (cachorros, estado de gestación, lactancia) es de extrema importancia para un normal desarrollo físico. Hay que complementar la dieta con aceites vegetales ricos en ácidos grasos saturados. Tanto las vitaminas como los minerales, los aceites vegetales y todos los componentes alimenticios, no deben suministrarse nunca en dosis excesivas.
Se trata de perros especialmente selectivos, por lo que generalmente suelen cansarse rápido de dietas basadas en pienso, llegándose incluso a negar a comer. Una gran alternativa para que coman correctamente es ofrecerles dieta natural (dieta BARF), que por supuesto deberá ser correctamente guiada por un veterinario nutricionista o nutricionista animal. Hoy en día podemos encontrar una gran bibliografía sobre alimentación natural canina en el mercado, que pueden servirnos como guía para iniciarnos y adquirir conocimientos básicos.
Una curiosidad importante a tener en cuenta a la hora de alimentar a un husky, es que debido a su dieta original excesivamente alta en zinc (reno, caribú, foca, ballena, pescado azul...), desarrollaron un mecanismo de absorción disminuido del zinc. Lo cual se traduce hoy en día en perros con tendencia a unos niveles de zinc excesivamente bajos, ya que sus dietas actuales no son tan altamente ricas en este mineral como lo eran originalmente. Por lo que es conveniente realizar analíticas anuales específicas de zinc y si es preciso suministrar una suplementación para elevar los niveles. La carencia del zinc en su alimentación puede provocar un manto opaco y sin vida además de queratosis seborreica y una pérdida muy sustancial del pelo (y por consecuencia de la protección de su piel).
Niveles extremadamente bajos de zinc pueden afectar a la vista y al cerebro de manera permanente y causar convulsiones.

## Salud

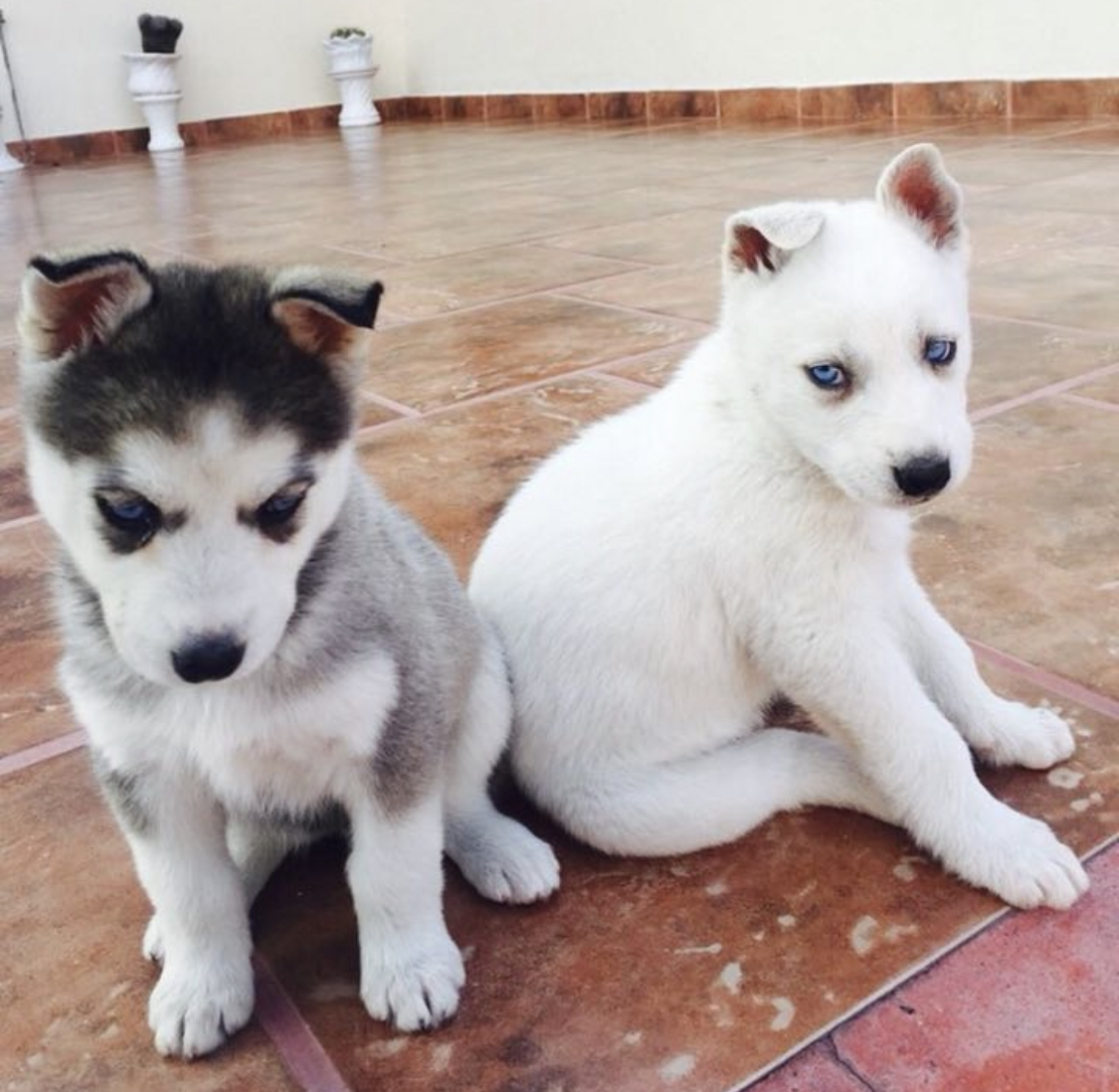
Cachorros recién nacidos.

Los huskies siberianos generalmente son perros que gozan de buena salud, viviendo entre diez y catorce años.
Sin embargo entre los problemas de salud más frecuentes que se hallan en la raza se encuentran; cataratas, glaucoma, atrofia progresiva de retina, displasia de cadera, displasia de codo, dermatosis reactiva al zinc, deficiencia de zinc, epilepsia (especialmente en líneas con un elevado nivel de consanguinidad) y criptorquidia (con una incidencia del 15% en toda la población registrada de la raza, la más elevada de todos los cánidos).
Esta raza necesita de una dieta de buena calidad, con altos niveles de proteínas y grasa, especialmente si van a ser usados para competiciones de trineos. Son perros muy eficientes y consumen menos comida que otros perros de similar tamaño y actividad física. Su dieta debe ser ajustada al nivel de su actividad física y trabajo, la obesidad puede ser un problema si no desarrolla el mismo nivel de actividad al que corresponde su dieta. Si la dieta no es adecuada también provoca complicaciones intestinales, que darán como resultado pérdida de apetito e infecciones.

## Deportes con el husky siberiano

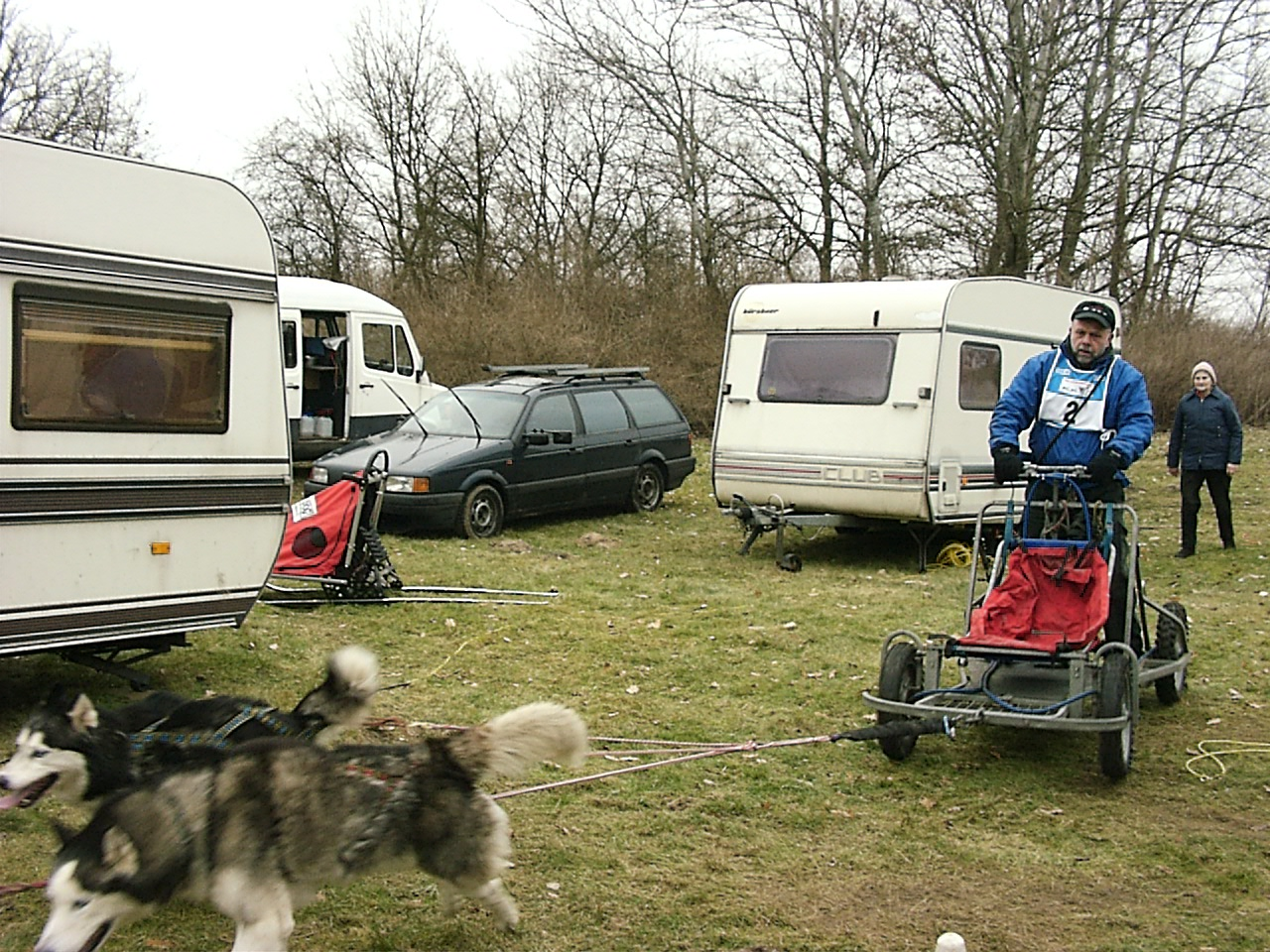
Huskies tirando de un cart

Al día de hoy, los Siberianos raramente son aún utilizados ocasionalmente como perros de tiro en las carreras de mushing, ya que este fue criado para tirar de trineos con cargas livianas a través de largas distancia y a paso moderado, y es por eso que en la actualidad no suelen competir en carreras de cortas y medias distancias o en Sprints, ya que los Alaskanos (Alaskan Husky) o Greysters son mucho más rápidos y ágiles. Sin embargo, en carreras de larga distancia, los Siberianos siguen teniendo una gran ventaja gracias a su increíble resistencia.

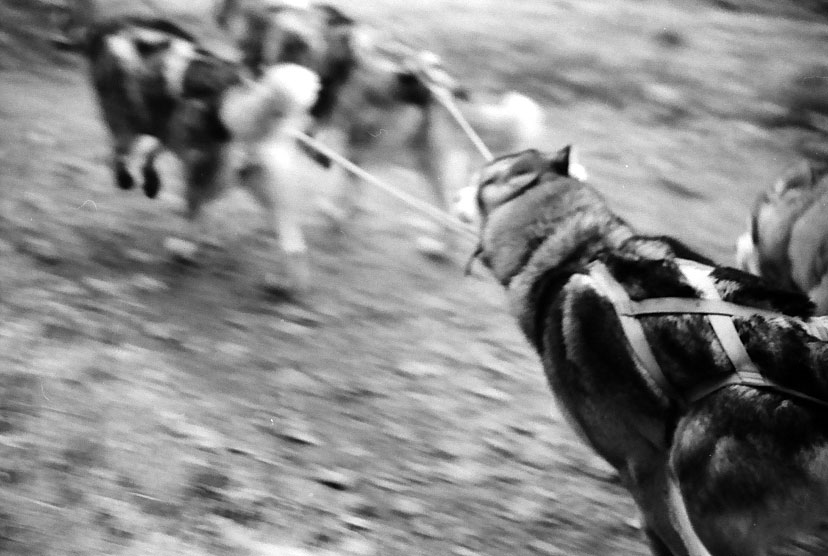
Huskies en plena carrera

Aunque un tiro compuesto únicamente por Huskys tenga pocas opciones de victoria en "clase abierta", en competiciones donde existan categorías de razas puras se siguen utilizando bastante, ya que dentro de las razas nórdicas son más rápidos que el Samoyedo o el  Alaskan Malamute. Hoy en día los criadores tienden a separar dos líneas dentro de la raza, los huskys de carrera o trabajo y los huskys para de show (basados en la morfología del can). Sin embargo, existe un gran debate al respecto, ya que se considera que los Huskies de línea de trabajo, están más cerca de los Alaskan Husky que del propio Husky Siberiano, tanto en utilidad y comportamiento como en morfología.
Aparte de las carreras de tiro de perros, también son populares para desarrollar la actividad de montaña denominada skijoring, que consiste en atar entre uno a tres perros a un esquiador para que este sea impulsado por ellos. También puede trabajarse con ellos el tiro, sustituyendo el trineo por una bicicleta, esta modalidad se conoce como bikejoring. O bien por un patín o un carro.
Cada modalidad requiere un número mínimo y máximo de perros en el tiro. y tienen que salir 40 o 50 minutos.